# リリス (占星術)
西洋占星術における リリス  （英語：lilith、リリトと発音・表記する場合もある）は、おおよそ以下の3つの事柄を指す。実在の天体と占星術用語の両方が存在する。
1. 実在する小惑星のリリス。リリト (小惑星)を参照。フランスの作曲家リリ・ブーランジェが由来。
2. 月の遠地点のリリス。別名はブラックムーン・リリス。ギリシア神話の悪魔リリスが由来。日本では松村潔や神戸の橋本航征、霜月マイアらが使用。表記する記号は複数存在し、一定しないが、国内書ではφに似た記号を使う例が多い。
3. 近世に存在を提唱された月以外の地球の衛星のリリス。別名はダークムーン・リリス。現在では想像上の架空天体と考えられているが、占星術では1918年にセファリエル（英語: Sepharial）に取り入れられて現在まで用いられる。日本では秋月さやからが使用。

空海の弟子である宗叡が865年に請来した経である『七曜攘災決』（七曜禳災決）は、宿曜経の原典の一つだが、そこでは計都星が月の遠地点の意味として使われている。京都産業大学の矢野道雄が発見した。東洋占術における計都は通常は黄道と白道の交点の一つである（インド占星術のケートゥ、西洋占星術のドラゴン・テール（サウス・ノード）のこと）。